# Doon (fleuve)
Pour les articles homonymes, voir Doon.
La Doon (Abhainn Dhùin en gaélique écossais) est un fleuve de l'Ayrshire, dans le sud-ouest de l'Écosse.
Elle prend sa source au loch Enoch (en), dans les Galloway Hills (en). Son cours est généralement orienté du sud-est vers le nord-ouest. Elle passe près de la ville de Dalmellington et traverse les villages de Patna, Dalrymple et Alloway (lieu de naissance de Robert Burns) avant de se jeter dans le Firth of Clyde au sud de la ville d'Ayr.
Dans les années 1930, le Loch Doon fut pourvu d'un barrage afin d'approvisionner en eau le système de centrales hydro-électriques du Galloway. Il est aujourd'hui opéré par la Scottish Power.
Le poète écossais Robert Burns, natif d'Alloway, mentionne la Doon dans son poème Tam o' Shanter, ainsi que le Brig o' Doon (en), un pont de la fin du Moyen Âge long de 22 mètres qui enjambe le fleuve à la sortie du village. Les berges de la Doon servent aussi de décor à un autre poème moins connu de Burns, The Banks O' Doon.